# Bothus lunatus
 Bothus lunatus és un peix teleosti de la família dels bòtids i de l'ordre dels pleuronectiformes.

## Morfologia
Pot arribar als 46 cm de llargària total.

## Distribució geogràfica
Es troba a les costes de l'Atlàntic Occidental (des de Florida, Bermuda i les Bahames fins al Brasil) i a les de l'Atlàntic Oriental (Golf de Guinea).